# Szimulált valóság

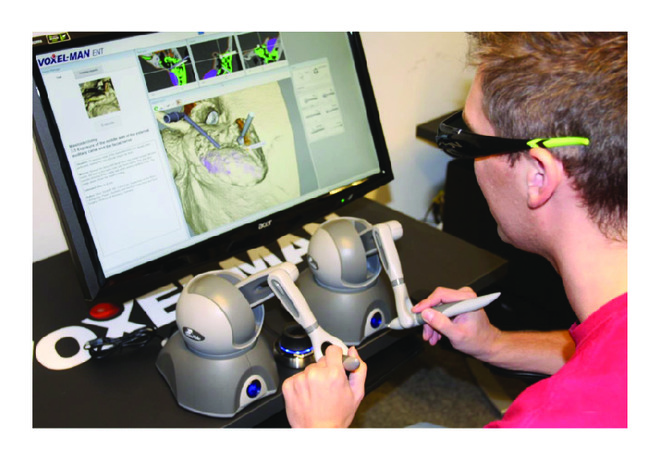

A szimulált valóság hipotézise szerint elképzelhető, hogy a minket körülvevő valóság csupán illúzió. Elképzelhető, hogy mindannyian egy olyan – számítógépes vagy egyéb technikával megvalósított – szimulált világban élünk, ami teljesen megkülönböztethetetlen az „igazi” valóságtól, így ennek tényéről nem szerezhetünk tudomást.
A fogalom nem összetévesztendő a napjainkban használt virtuális valóság fogalmával, amely csak a valóság egy részét utánozza valamilyen szinten, és ennek tudatában is vagyunk. Ezzel szemben a szimulált valóságot nem, vagy csak nagyon nehezen tudjuk megkülönböztetni az „igazi” valóságtól.

## Szimulált valóság a kultúrában
Több filmben is szerepelt olyan szimulált valóság, ahol a szereplők egy része rádöbbent, hogy az élete pusztán egy szimuláció.
Legismertebb filmek:
- Mátrix
- Vanília égbolt
- 13. emelet